# Robert Christophe
Pour les articles homonymes, voir Christophe et Robert Christophe (homonymie).
Robert Christophe, né le 22 février 1938 à Marseille et mort le 18 avril 2016 à Morières-lès-Avignon, est un nageur français, ancien international, licencié au Cercle des nageurs de Marseille en 1953. 
Entraîneur et Président du Cercle des Nageurs d'Avignon en 1965.
Capitaine de l'équipe de France de Natation de 1960 à 1964. 
Recordman du monde du relais 4 x 100 NL (1962),
Deux fois champion d'Europe en 100 mètres dos en 1958 à Budapest (Hongrie) et en 1962 à Leipzig (RDA). 
Fait partie du premier relais de l'histoire de la natation française sacré champion d'Europe et du Monde :
- Champion d'Europe en 4 × 100 mètres nage libre en 1962 à Leipzig RDA.
- Recordman du Monde avec les mêmes relayeurs Gérard Gropaiz, Jean-Pascal Curtillet et Alain Gottvallès en 1962 à Thionville. 
Participe aux Jeux olympiques de Melbourne en 1956, Rome en 1960 et Tokyo en 1964, termine deux fois quatrième lors des finales du 100 mètres dos des deux premières olympiades (à Tokyo, le 100 m dos a été remplacé par le 200 m dos). 
Il participe aussi à Rome au relais 4 × 100 mètres quatre nages, échouant au stade des qualifications. 
En 1964 à Tokyo, il nage les qualifications du 200 mètres dos et du 4 × 100 mètres nage libre. 
Il met un terme à sa carrière sportive en 1965.

## Palmarès

### Championnats d'Europe
- Championnats d'Europe 1958 à Budapest (Hongrie) :
  -  Médaille d'or du 100 m dos.
- Championnats d'Europe 1962 à Leipzig (Allemagne de l'Est) :
  -  Médaille d'or du relais 4 × 100 m nage libre.
  -  Médaille d'argent du relais 4 × 200 m nage libre.

## Décoration
- Chevalier de l'ordre du Mérite sportif‎, à titre exceptionnel (1959)[4]

## Palmarès
- 75 sélections internationales
- 3 participations aux Jeux Olympiques : Melbourne (1956), Rome (1960), Tokyo (1964)
- Recordman du monde relais 4 x 100 m nage libre Thionville (1962)
- Recordman olympique du 100 m dos (en séries) en 1956 à Melbourne ; devient meilleur européen sur la distance[2]
- 5 records d'Europe (100 m dos, relais 4 x 100 m)
- 26 records de France
- Champion d’Europe 100 m dos, relais 4 x 100 m Budapest (1958)
- Champion d’Europe 100 m dos, relais 4 x 100 m Leipzig (1962)
- Vice-champion d’Europe 4 x 200 m (Leipzig (1962))
- 30 titres de champion de France
- Vainqueur des Jeux Méditerranéens 100 m dos Beyrouth (1959)[2]
- Vainqueur des Jeux de l’amitié 100 m dos Dakar (1961)
- 3e des Jeux méditerranéens 4 x 100 m Naples (1963)
- Meilleur performeur mondial (100 m dos) en 1959